# موربث
موربث (به انگلیسی: Morebath) یک روستا و محله مدنی در بریتانیا است که در Mid Devon واقع شده‌است.